# Pro forma
Pro forma (z łac. ze względu na formę, dla pozorów) – wyrażenie oznaczające coś robionego tylko dla zachowania pozorów, bez dbałości o staranność wykonania. W znaczeniu techniczno-prawnym mianem pro forma określa się również konkretne czynności i dokumenty wykonywane w celu dopełnienia wymogów formalnych, zanotowania pewnych zdarzeń bez wywoływania pełni skutków prawnych, umożliwienia istoty postępowania uwarunkowanego wcześniejszymi krokami itp.

## Fakturapro forma
Jednym z najczęstszych dokumentów pro forma jest faktura pro forma. Faktura pro forma przypomina wyglądem zwyczajną fakturę (i często jest z nią identyczna), poza opatrzeniem tytułem FAKTURA PRO FORMA lub podobnym. Tak jak zwyczajna faktura, jest ona potwierdzeniem i dowodem zawarcia umowy sprzedaży (będąc, w myśl kodeksu cywilnego, oświadczeniem woli). W przeciwieństwie jednak do pełnej faktury, faktura pro forma nie powoduje powstania skutków księgowo-podatkowych zapisanych w ustawie o podatku od towarów i usług, zatem nie można jej przypisywać walorów faktury VAT.
Celem wystawienia faktury pro forma jest poświadczenie zajścia transakcji, bez jednoczesnego wywołania obowiązku jej zaksięgowania i opodatkowania. Forma taka jest wygodna, gdyż zawiera te same dane, co standardowa faktura, zapewnia zatem, że dane te będą dostępne w momencie wystawiania pełnej faktury, daje jednak większą swobodę księgowania wystawiającemu. Taka forma jest szczególnie popularna w handlu detalicznym, gdzie nabywca jest osobą fizyczną niebędącą płatnikiem VAT.
W obrocie międzyfirmowym funkcjonuje nieco inne użycie faktur pro forma, gdzie stanowią one ofertę zawarcia transakcji w przyszłości. Dokument taki daje możliwość sformalizowania i uszczegółowienia warunków oferty, którą klient może następnie rozpatrzyć i sprawdzić zgodność z oczekiwaniami. Bywa ona również wystawiana po otrzymaniu zaliczki bądź przedpłaty, z pełną fakturą wystawioną po otrzymaniu całości zapłaty.
W transporcie międzynarodowym funkcją faktury pro forma jest umożliwienie importerowi wykonania czynności prawnych (takich jak uzyskanie pozwolenia na przywóz, deklaracje celne itp.) zanim faktura właściwa jest dostępna. Nie traktuje się jej jednak jako dowodu zawarcia transakcji.

## Ustawapro forma
Specyficzną cechą porządku prawnego monarchii brytyjskiej (i co za tym idzie, królestw wspólnoty systemu westminsterskiego) jest instytucja ustawy pro forma (ang. pro forma bill). Są to ustawy wprowadzane do porządku obrad tuż przed mową tronową, które z istoty swojej nie przechodzą nigdy poza pierwsze czytanie. Celem ustaw pro forma jest zaburzenie porządku obrad wyznaczonego w mowie tronowej monarchy, aby symbolicznie zaznaczyć niezawisłość obrad parlamentu od monarchii. W parlamencie kanadyjskim ustawy te są tradycyjnie oznaczane ang. Bill C-1, An Act respecting the Administration of Oaths of Office (Ustawa C-1, dochowująca obowiązków związanych z przysięgami państwowymi, w Izbie Gmin) i ang. Bill S-1, An Act relating to Railways (Ustawa S-1, dotycząca dróg żelaznych, w Senacie).